# 6051 Anaximenes
6051 Anaximenes este o planetă minoră (asteroid), cu un diametru de 8,825 km, din centura de asteroizi. A fost descoperită pe 30 ianuarie 1992 la Observatorul La Silla de Eric Walter Elst și a fost numită după Anaximene. 
Obiectul prezintă o orbită caracterizată de o semiaxă mare de 3,1799419 UAi, o excentricitate de 0,15, o înclinație de 18,10875 ° în raport cu ecliptica.